# Pseudolimnophila concussa
Pseudolimnophila concussa är en tvåvingeart som beskrevs av Alexander 1936. Pseudolimnophila concussa ingår i släktet Pseudolimnophila och familjen småharkrankar. Inga underarter finns listade i Catalogue of Life.